# Helena Swanwick
Pour les articles homonymes, voir Swanwick.
Helena Lucy Maria Sickert, connue sous le nom de Helena Swanwick (1864 à Munich - 16 novembre 1929 à Maidenhead) est une journaliste, féministe et pacifiste britannique.
Son autobiographie, I Have Been Young (1935), fait le récit de la campagne pour le suffrage des femmes au Royaume-Uni et de la campagne contre la guerre pendant la Première Guerre mondiale.
Le nom et la photo de Helena Swanwick, ainsi que ceux de 58 autres partisans du suffrage féminin, figurent sur le socle de la statue de Millicent Fawcett sur la place du Parlement à Londres, inaugurée en avril 2018,,.

## Biographie
Helena Sickert naît à Munich, unique fille d'une fratrie de quatre enfants. Ses parents sont Oswald Sickert (en), artiste danois d'Allemagne originaire du Schleswig-Holstein, et Eleanor Louisa Moravia Henry, fille de l'astronome anglais Richard Sheepshanks membre du Trinity College et d'une danseuse irlandaise.
Son frère, Walter Sickert, est un peintre anglais postimpressionniste.
La famille s'installe en Angleterre en 1868, et fréquente les cercles littéraires et artistiques, notamment William Morris et Edward Burne-Jones.
Helena Swanwick fait ses études secondaires dans un pensionnat de Neuville, en France, durant une année, puis à la Notting Hill High School et Bayswater.
Ses convictions féministes enveniment sa relation avec ses parents et son père refuse de payer ses frais de scolarité au Girton College de Cambridge. Toutefois, elle obtient une bourse partielle et sa marraine paye le reste de ses études. Helena est particulièrement déçue par sa mère : « Un garçon pouvait être une personne mais pas une fille. C'était la racine indéracinable de nos différences. Tous mes frères avaient des droits en tant que personnes, pas moi. Elle ne m'a jamais, dans son cœur, concédé des droits personnels ». Elle entre au Girton College en 1882. Elle suit les cours de Henry Sidgwick, Alfred Marshall, et John Neville Keynes.
L'université d'Oxford ne décerne pas de diplômes aux étudiantes, mais elle obtient la mention bien aux tripos de sciences morales en 1885. Elle est nommée maître de conférences à Westfield College la même année.
Elle épouse en 1888 le mathématicien Frederick Tertius Swanswick, dont elle a fait la connaissance à Cambridge, et le couple s'installe à Manchester, où Frederick Swanswick est maître de conférences à Owens College. Le couple n'a pas d'enfants.

### Engagements

#### Féminisme
Écolière, Helena perfectionne son féminisme naissant en lisant The Subjugation of Women de John Stuart Mill. Elle publie des chroniques dans le Guardian, sur des questions liées au foyer et aux femmes, et publie en 1907 un premier livre, The Small Town Garden. Elle écrit des articles pour le journal libéral The Manchester Guardian.
Elle est d'abord proche d'Emmeline Pankhurst, mais elle désapprouve le recours à des actions violentes. En 1906, elle rejoint la North of England Suffrage Society, affiliée à la National Union of Women's Suffrage Societies (NUWSS) dirigée par Millicent Fawcett, plutôt que la Women's Social and Political Union, en raison de ses convictions non-violentes. Occupant une place rapidement prééminente au sein de la NUWSS, elle est rédactrice en chef de son journal hebdomadaire, The Common Cause, de 1909 à 1912.
Malgré ses opinions pacifistes, elle écrit au Guardian en novembre 1910, au nom de le NUWSS, pour la défense des suffragettes arrêtées lors de la bataille de Downing Street le 22 novembre 1910. Tout en regrettant la violence des suffragettes, elle impute la confrontation aux « évasions continuelles » du Premier ministre H. H. Asquith sur la question du suffrage des femmes, le qualifiant de « passé maître en matière d'évasion ». Elle reste à l'exécutif du NUWSS jusqu'en 1915. Elle est également membre du parti travailliste.
En 1915, avec d'autres suffragistes de premier plan comme Catherine Marshall et Agnes Maude Royden, elle démissionne du NUWSS en raison de son refus d'envoyer des délégués au Congrès international des femmes de La Haye.

#### Pacifisme
Lors du déclenchement de la Première Guerre mondiale, Helena Swanwick commence à faire campagne pour une paix négociée. Elle rejoint le comité exécutif du groupe de pression Union of Democratic Control, créé pour exiger une meilleure information publique sur la diplomatie, puis prend la direction de la Ligue internationale des femmes pour la paix et la liberté de 1915 à 1922, dont elle est l'une des cofondatrices.
G. K. Chesterton critique son pacifisme dans le numéro du 2 septembre 1916 de l'Illustrated London News : « Mme Swanwick... a récemment déclaré qu'il ne doit y avoir aucune punition pour le coupable prussien. Cela parce qu'on leur a promis, ou qu'ils se sont promis, la conquête du monde entier, et qu'il ne leur a pas donné. C'est, dit-elle, une punition suffisante. Si j'expliquais au groupe qui est censé inspirer la propagande pacifiste qu'un homme qui a cambriolé leurs coffres-forts ou volé leur petite caisse ne devrait subir aucune punition au-delà de ne pas avoir l'argent, ils me demanderaient très logiquement si je ne serais pas un anarchiste ».
Elle soutient la création d'une organisation internationale destinée à assurer la paix, mais se montre très critique lors de la fondation de la Société des Nations en 1919, désapprouvant la légitimation du recours à la force, mais aussi car elle désapprouve le soutien de la Société des Nations au traité de Versailles, qui lui semble instaurer une paix injuste, présageant d'une instabilité politique à venir.
Elle s'élève contre l'activité de police des Black and Tans en Irlande, et condamne l'occupation de la Ruhr par la France en 1923. Elle est toujours active au sein du Union of Democratic Control, et publie un livre sur son histoire. Elle est rédactrice du journal de l'organisation, Foreign Affairs, et publie des éditoriaux dans lesquels elle critique le traité de Versailles, mais également les accords de Locarno de 1925, qui définissent les frontières de l'Allemagne. Elle fait partie de la délégation britannique à la Société des Nations en 1924, puis en 1928-1931. En 1929, elle fait un séjour en Bavière, où elle est née, qui renforce son sentiment empathique à l'égard de l'Allemagne et son ressenti que ce pays est victime d'un traitement injuste.

### Dernières années
Après la guerre, elle conserve ses opinions internationalistes, s'oppose aux termes punitifs du traité de Versailles et est déléguée suppléante du Royaume-Uni à la Société des Nations. Elle est nommée à l'ordre des compagnons d'honneur au Nouvel An de 1931 en raison de son engagement pour la paix et la cause des femmes.
Elle est atteinte de dépression durant les années 1930, aggravée après la mort de son mari en 1934. Elle se trouve progressivement isolée au sein du mouvement en faveur de la paix du fait de ses critiques à l'égard de la Société des Nations, ne trouvant sa place ni auprès des extrémistes ni auprès des modérés. Elle expose ses idées dans son autobiographie, I Have Been Young, en 1935. Elle estime en 1937 que les thèses de politique étrangère défendues par Adolf Hitler ne sont pas différentes de celles d'autres nations impérialistes, et prône la non-intervention à l'égard de la politique intérieure allemande. Elle continue à espérer qu'un esprit international puisse réunir les Européens.
L'expression de ses idées dans le contexte des années 1930, et notamment la publication de ses deux ouvrages, Collectie Insecurity (1937) et The Roots of Peace (1938), dans laquelle elle défend la politique internationale d'Adolf Hitler, la sépare définitivement de tous les bords politiques. Elle se suicide avec du gardénal chez elle à Maidenhead, dans le Berkshire le 16 novembre 1939, à la suite du déclenchement de la Seconde Guerre mondiale.

## Publications

### Essais politiques
- The Future of the Women's Movement (1913)
- The War in its Effect upon Women & Women and War (1916)
- Women in the Socialist State (1921)
- Builders of Peace: Being ten years'history of the Union of Democratic Control (1924)
- Sanctions of the League of Nations Covenant, avec W. Arnold-Forster (1928)
- Labour's Foreign Policy : What Has Been and What Might Be (1929)
- Frankenstein and His Monster: Aviation for World War Service (1934)
- Collective Insecurity (1937)
- The Roots of the Peace: A Sequel to Collective Insecurity, Being an Essay on Some of the Uses, Condition (1938)

### Autobiographie
- I Have Been Young (1935)

## Distinctions
- 1930 : membre de l'ordre des compagnons d'honneur